# Sylvain Floirat
 (mars 2023).
Sylvain Floirat est un homme d'affaires français né le 28 septembre 1899 à Nailhac en Dordogne et mort le 14 mars 1993, qui fut président de Matra jusqu'en 1977.

## Biographie

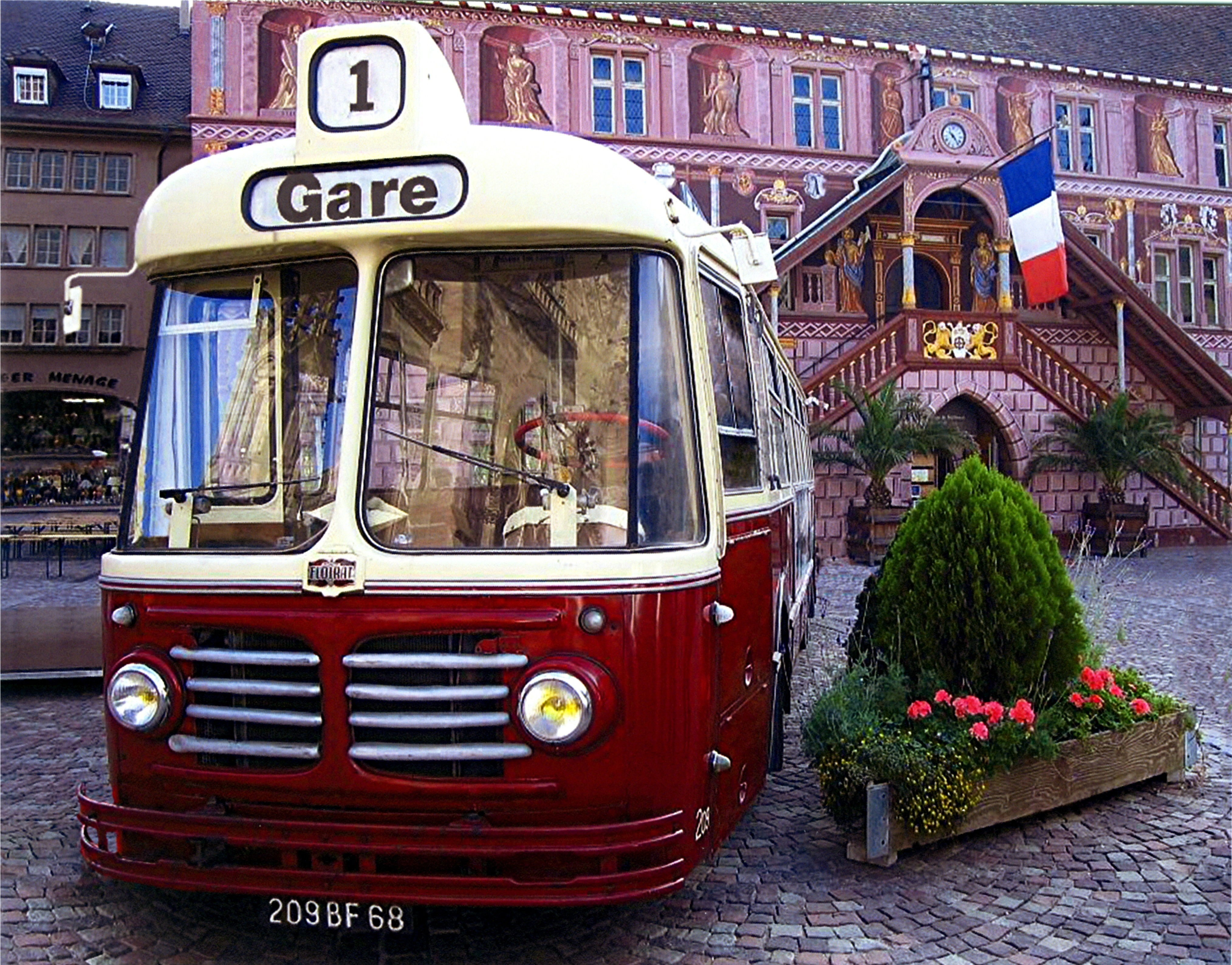
Autobus Floirat Z10

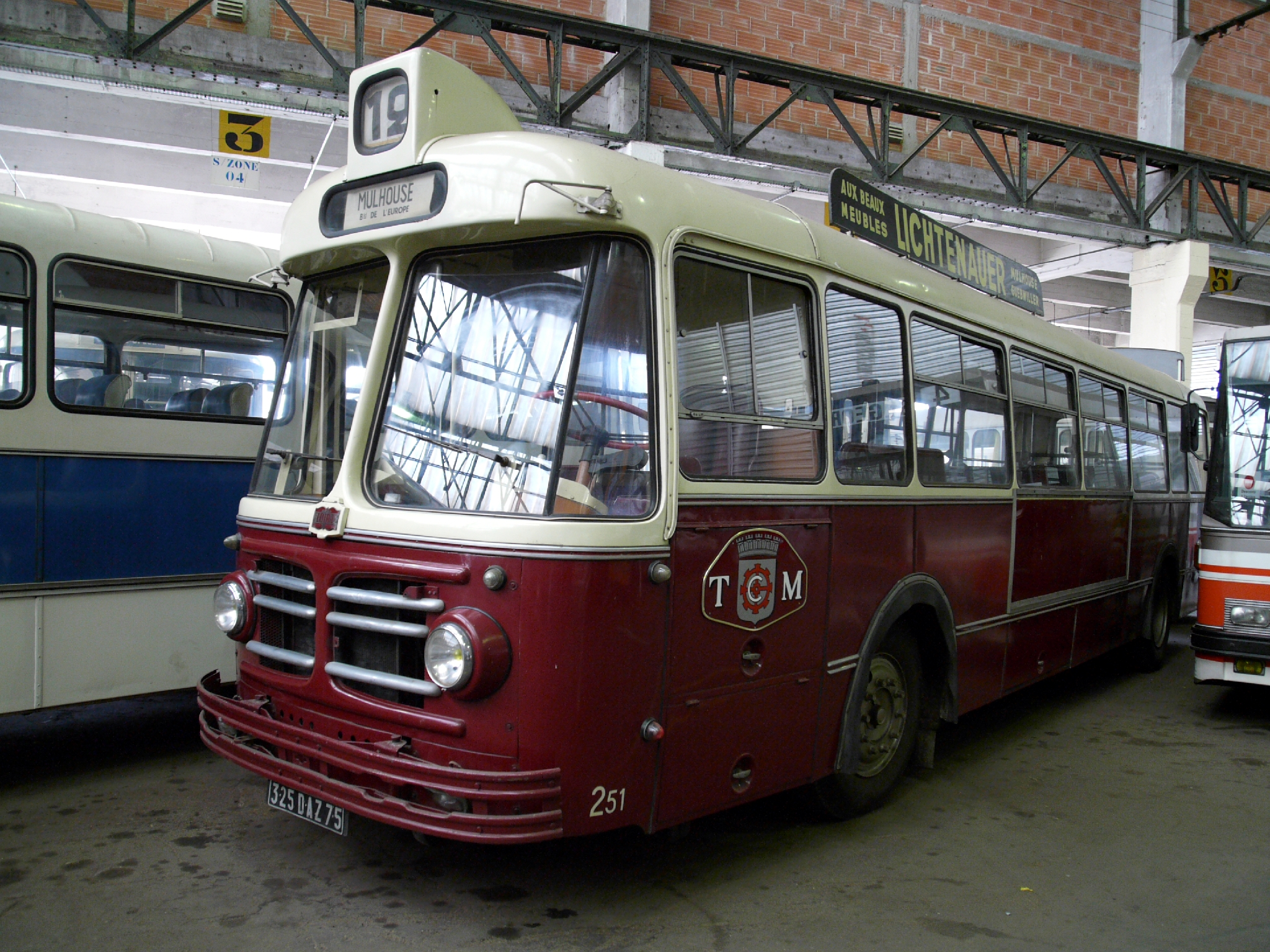
Autobus Floirat Z10 des transports en commun de Mulhouse, actuellement au musée de l'AMTUIR.

Fils de facteur, apprenti charron à Nailhac en 1910, Sylvain Floirat est d'abord carrossier à Périgueux puis à La Plaine Saint-Denis, en 1926,. 
Il est gérant de la société Le Matériel Automobile de 1934 à 1938. Il fonde en 1936 la Société les autocars Floirat.[réf. nécessaire]
À la fin de la Seconde Guerre mondiale, il se lance dans les affaires en obtenant en 1946 l'autorisation d'exploitation de lignes aériennes dans le cadre de transport public : c'est la création de la compagnie Aigle Azur en avril 1946, qui commence ses activités en Afrique du Nord, au Liban et en Indochine.
En 1951, il rachète l'usine Joseph Besset, constructeur d'autocars Isobloc à Annonay, en difficulté.
En 1955, il reprend, à la demande du gouvernement français, la station de radio Europe no 1 alors à peine née mais déjà en difficulté et en fait rapidement une des radios les plus populaires en France. Son fondateur Charles Michelson lui vend ses parts de la société le 17 juillet 1956, contre la somme de 245 millions d'anciens francs (2,45 millions de NF en 1958). 
En 1962, face au succès de l'entreprise Europe n°1, Michelson tente en vain de renégocier cette cession à la hausse auprès des tribunaux. L'affaire rejaillit alors jusqu'au sommet des États français et monégasque, information que la presse s'empresse de relater avec notamment un article en couverture des quotidiens Le Monde, daté du 27 janvier 1962, et Le Figaro du lendemain.
En 1957, en entrant au capital de Engins Matra, et en assurant la codirection avec Marcel Chassagny, il en fait un ensemble industriel rentable axé sur l'innovation dans les télécommunications, le transport et l'informatique militaire.
À la fin des années 1960, Sylvain Floirat achète le célèbre Hôtel Byblos fondé en 1967 par le milliardaire libanais Jean Prosper Gay-Para à Saint-Tropez. L'hôtel doit en grande partie sa notoriété à la galerie de vedettes et de célébrités qui l'ont fréquenté. 
Il est président-directeur général de Breguet Aviation entre 1955 et 1967, puis président de la Compagnie française de télévision entre 1966 et 1968.
Il exprime sa philosophie des affaires en 1967 devant les anciens élèves de l'ENA : « Le profit est l'axe de tout. Sans profit, pas de dividende, ce dividende qui est aussi sacré que la paie du personnel, qui passe même avant la machine. Chaque fois que l'on oublie le profit, on fait machine arrière »
Sur le plan politique, Sylvain Floirat se porte vers le gaullisme, il soutient Jean Charbonnel à Brive, Jacques Chirac en Haute-Corrèze et Yves Guéna à Périgueux. 
Il donne le départ de la 41e édition des 24 Heures du Mans 1973 où s'affrontent les écuries Matra et Ferrari.
Il est maire de Nailhac et président d'honneur de la chambre de commerce de Périgueux.
A Terrasson-Lavilledieu, Sylvain Floirat fait construire le Rush Hôtel devenu aujourd'hui la Maison de retraite des Quatre Saisons face au stade municipal. 
Il a tenté de faire pousser des chênes truffiers (il fut président national des producteurs de truffes). 
Grand officier de la Légion d'honneur, président des plantations d'Essendiéras, il achète le château d'André Maurois, à Essendiéras. 
Il s'est dressé avec Jean-Luc Lagardère, son successeur à la tête de Matra en 1977, contre la nationalisation de cette société en 1981.
En 1981, il est administrateur du groupe Hachette et participe au directoire du groupe Hachette Filipacchi Médias en 1984.

## Hommage

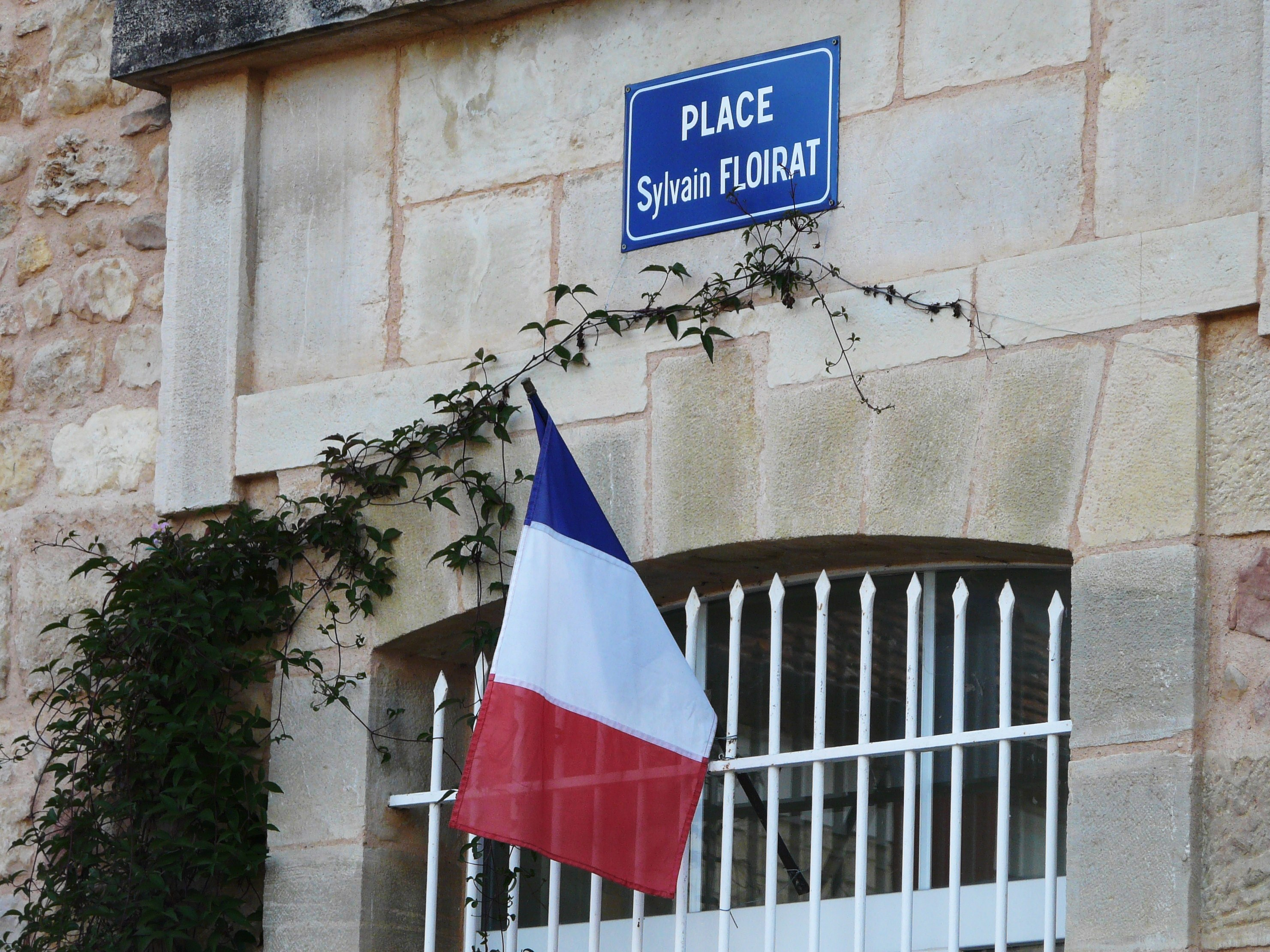
Plaque de la place Sylvain Floirat, à Nailhac.

La commune de Nailhac en Dordogne où il est né, a été maire et est décédé, a attribué son nom à la place située devant la mairie.

## Groupe Floirat
Le groupe Floirat, dirigé par Antoine Chevanne, arrière-petit-fils du créateur, est spécialisé dans l'hôtellerie de luxe avec « Le Byblos » à Saint-Tropez, « La Réserve » à Saint-Jean-de-Luz et « Les Manoirs de Tourgéville » à Deauville, dans les clubs avec « Les Caves du Roy » à Saint-Tropez et l'immobilier dans le Sud-Est de la France.